# Залегощенский район
Залегощенский район — административно-территориальная единица (район) и муниципальное образование (муниципальный район) в Орловской области России.
Административный центр — посёлок городского типа Залегощь.

## География
Расположен в центральной части Орловской области. Площадь 1138 км².
Граничит с Верховским, Мценским,  Орловским, Покровским и Свердловским районами Орловской области.
Основные реки — Неручь, Зуша, Залегощенка, Должанка, Озерка, Паниковец, Оптушка.
Через Залегощенский район проходит автомобильная дорога Орел–Ефремов, железная дорога Орёл – Елец и нефтепровод «Дружба».

## История
С XV века земли  Залегощенского района входили в Новосильское княжество, а затем в Новосильский уезд Тульской губернии. Воеводой по Новосильскому уезду был боярин Рожков-Пушкин.
Район образован в 18 января 1935 года в составе Курской области.
27 сентября 1937 года район вошёл в состав вновь образованной Орловской области.
В 1960 году посёлок Залегощь стал именоваться посёлком рабочего типа.
В феврале 1963 года район был преобразован в Залегощенский сельский район, в него также вошли территории упраздненных Новосильского и Моховского районов.
12 января 1965 года Залегощенский сельский район вновь преобразован в район, Новосильский район восстановлен в прежних границах.

## Население
| 1959    | 1970    | 1979    | 1989    | 2002    | 2009    | 2010    | 2012    | 2013    |
| ------- | ------- | ------- | ------- | ------- | ------- | ------- | ------- | ------- |
| 13 774  | ↗26 428 | ↘20 616 | ↘18 640 | ↘17 802 | ↘16 479 | ↘15 376 | ↘15 032 | ↘14 882 |
| 2014    | 2015    | 2016    | 2017    | 2018    | 2019    | 2020    | 2021    | 2023    |
| ↘14 655 | ↘14 331 | ↘14 030 | ↘13 820 | ↘13 679 | ↘13 570 | ↗13 576 | ↘11 842 | ↘11 725 |

### Урбанизация
В городских условиях (пгт Залегощь) проживают  37,3 % населения района.

### Национальный состав
По итогам переписи населения 2020 года проживали следующие национальности (национальности менее 0,1 % и другое, см. в сноске к строке «Другие»):
| Национальность | Численность, чел. | Доля     |
| -------------- | ----------------- | -------- |
| Русские        | 10 045            | 84,83 %  |
| Курды          | 1164              | 9,83 %   |
| Украинцы       | 79                | 0,67 %   |
| Азербайджанцы  | 62                | 0,52 %   |
| Турки          | 35                | 0,30 %   |
| Молдаване      | 31                | 0,26 %   |
| Чуваши         | 25                | 0,21 %   |
| Армяне         | 25                | 0,21 %   |
| Лезгины        | 21                | 0,18 %   |
| Белорусы       | 19                | 0,16 %   |
| Аварцы         | 18                | 0,15 %   |
| Чеченцы        | 15                | 0,13 %   |
| Другие         | 303               | 2,55 %   |
| Итого          | 11 842            | 100,00 % |

## Административно-муниципальное устройство
Залегощенский район в рамках административно-территориального устройства включает 10 сельсоветов и 1 посёлок городского типа.
В рамках организации местного самоуправления на территории района созданы 11 муниципальных образований, в том числе 1 городское и 10 сельских поселений:
| №  | Муниципальное образование             | Административный центр | Количество населённых пунктов | Население (чел.) | Площадь (км²) |
| -- | ------------------------------------- | ---------------------- | ----------------------------- | ---------------- | ------------- |
| 1  | Городское поселение Залегощь          | пгт Залегощь           | 1                             | ↗4374            | 10,62         |
| 2  | Бортновское сельское поселение        | деревня Алёшня         | 16                            | ↗448             | 101,50        |
| 3  | Верхнескворченское сельское поселение | село Верхнее Скворчее  | 7                             | ↘440             | 127,52        |
| 4  | Грачёвское сельское поселение         | село Грачёвка          | 14                            | ↘360             | 83,67         |
| 5  | Золотарёвское сельское поселение      | село Золотарёво        | 6                             | ↗448             | 82,42         |
| 6  | Красненское сельское поселение        | село Красное           | 6                             | ↘633             | 69,01         |
| 7  | Ломовское сельское поселение          | село Ломовое           | 25                            | ↘1116            | 209,21        |
| 8  | Моховское сельское поселение          | село Моховое           | 21                            | ↘1125            | 115,57        |
| 9  | Нижнезалегощенское сельское поселение | деревня Васильевка     | 22                            | ↘1761            | 156,43        |
| 10 | Октябрьское сельское поселение        | село Архангельское     | 6                             | ↘887             | 134,11        |
| 11 | Прилепское сельское поселение         | деревня Победное       | 5                             | ↘133             | 47,91         |

## Населённые пункты
В Залегощенском районе 129 населённых пунктов.
| №   | Населённый пункт    | Тип     | Население | Муниципальное образование             |
| --- | ------------------- | ------- | --------- | ------------------------------------- |
| 1   | Алексеевка          | деревня | ↘27       | Верхнескворченское сельское поселение |
| 2   | Алексеевка          | деревня | 4         | Прилепское сельское поселение         |
| 3   | Алёшня              | деревня | ↘493      | Бортновское сельское поселение        |
| 4   | Архангельское       | село    | ↘379      | Октябрьское сельское поселение        |
| 5   | Берёзовец           | село    | ↘364      | Октябрьское сельское поселение        |
| 6   | Благодатное         | деревня | ↘15       | Октябрьское сельское поселение        |
| 7   | Бортное             | село    | 0         | Бортновское сельское поселение        |
| 8   | Бритики             | деревня | 0         | Бортновское сельское поселение        |
| 9   | Бычки               | деревня | 5         | Бортновское сельское поселение        |
| 10  | Васильевка          | деревня | 0         | Ломовское сельское поселение          |
| 11  | Васильевка          | деревня | ↘502      | Нижнезалегощенское сельское поселение |
| 12  | Верхнее Скворчее    | село    | ↘324      | Верхнескворченское сельское поселение |
| 13  | Верхние Ожимки      | деревня | 1         | Ломовское сельское поселение          |
| 14  | Весёлая             | деревня | 15        | Грачёвское сельское поселение         |
| 15  | Весёлый             | посёлок | 13        | Ломовское сельское поселение          |
| 16  | Выгон               | деревня | 50        | Нижнезалегощенское сельское поселение |
| 17  | Гвоздяное           | деревня | 27        | Нижнезалегощенское сельское поселение |
| 18  | Голдаево            | деревня | 44        | Ломовское сельское поселение          |
| 19  | Голяновка           | деревня | 43        | Нижнезалегощенское сельское поселение |
| 20  | Грачёвка            | село    | ↘401      | Грачёвское сельское поселение         |
| 21  | Грачёвка            | хутор   | 1         | Бортновское сельское поселение        |
| 22  | Гундосовка          | деревня | 5         | Нижнезалегощенское сельское поселение |
| 23  | Гусево              | деревня | 1         | Бортновское сельское поселение        |
| 24  | Дерновка            | деревня | 5         | Ломовское сельское поселение          |
| 25  | Дмитриевка          | деревня | ↘117      | Золотарёвское сельское поселение      |
| 26  | Долгая              | деревня | 48        | Нижнезалегощенское сельское поселение |
| 27  | Долгое              | село    | 62        | Ломовское сельское поселение          |
| 28  | Долы                | деревня | ↘18       | Верхнескворченское сельское поселение |
| 29  | Дубровка            | деревня | ↘0        | Красненское сельское поселение        |
| 30  | Евланские Участки   | деревня | 29        | Ломовское сельское поселение          |
| 31  | Евтехово            | деревня | 1         | Грачёвское сельское поселение         |
| 32  | Желябуга            | деревня | 33        | Прилепское сельское поселение         |
| 33  | Желябуга            | хутор   | 0         | Моховское сельское поселение          |
| 34  | Желябугские Выселки | деревня | 8         | Моховское сельское поселение          |
| 35  | Заброды             | деревня | 1         | Бортновское сельское поселение        |
| 36  | Залегощь            | пгт     | ↗4374     | городское поселение Залегощь          |
| 37  | Заря                | посёлок | 0         | Моховское сельское поселение          |
| 38  | Затишенский Второй  | посёлок | 39        | Красненское сельское поселение        |
| 39  | Затишенский Первый  | посёлок | 14        | Красненское сельское поселение        |
| 40  | Затишье             | посёлок | 1         | Грачёвское сельское поселение         |
| 41  | Зобовка             | деревня | 6         | Нижнезалегощенское сельское поселение |
| 42  | Золотарёво          | село    | ↘496      | Золотарёвское сельское поселение      |
| 43  | Золотарёво Третье   | деревня | 16        | Моховское сельское поселение          |
| 44  | Зыбино              | деревня | ↘56       | Бортновское сельское поселение        |
| 45  | Ивань               | деревня | ↘0        | Грачёвское сельское поселение         |
| 46  | Казарь              | село    | ↘649      | Нижнезалегощенское сельское поселение |
| 47  | Казинка             | деревня | ↘110      | Моховское сельское поселение          |
| 48  | Какурино            | деревня | 38        | Ломовское сельское поселение          |
| 49  | Калгановка          | деревня | ↘0        | Октябрьское сельское поселение        |
| 50  | Каменка             | деревня | ↘7        | Ломовское сельское поселение          |
| 51  | Караси              | деревня | 1         | Ломовское сельское поселение          |
| 52  | Кировский           | посёлок | 1         | Моховское сельское поселение          |
| 53  | Князевка            | деревня | 15        | Нижнезалегощенское сельское поселение |
| 54  | Козинка             | деревня | 6         | Грачёвское сельское поселение         |
| 55  | Котлы               | деревня | ↗244      | Красненское сельское поселение        |
| 56  | Кочетовка           | деревня | ↘145      | Верхнескворченское сельское поселение |
| 57  | Кочеты              | деревня | ↘36       | Грачёвское сельское поселение         |
| 58  | Красновидово        | деревня | 0         | Ломовское сельское поселение          |
| 59  | Красногорье         | деревня | 0         | Верхнескворченское сельское поселение |
| 60  | Красное             | село    | →366      | Красненское сельское поселение        |
| 61  | Красный Хутор       | посёлок | 1         | Моховское сельское поселение          |
| 62  | Кривцово Второе     | деревня | 1         | Моховское сельское поселение          |
| 63  | Крючки              | деревня | 16        | Нижнезалегощенское сельское поселение |
| 64  | Ленинский           | посёлок | 0         | Бортновское сельское поселение        |
| 65  | Лески               | село    | ↘63       | Октябрьское сельское поселение        |
| 66  | Липовец             | посёлок | 13        | Грачёвское сельское поселение         |
| 67  | Ломовое             | село    | ↘908      | Ломовское сельское поселение          |
| 68  | Ломцы               | посёлок | ↗41       | Грачёвское сельское поселение         |
| 69  | Малое Очкасово      | деревня | 0         | Бортновское сельское поселение        |
| 70  | Марьина             | деревня | ↘52       | Грачёвское сельское поселение         |
| 71  | Мелынь              | посёлок | ↘26       | Моховское сельское поселение          |
| 72  | Михайловка          | деревня | 17        | Золотарёвское сельское поселение      |
| 73  | Моховая             | деревня | 43        | Моховское сельское поселение          |
| 74  | Моховое             | село    | ↘904      | Моховское сельское поселение          |
| 75  | Нагорная            | деревня | ↘72       | Нижнезалегощенское сельское поселение |
| 76  | Найденка            | деревня | 1         | Бортновское сельское поселение        |
| 77  | Наумовка            | деревня | 6         | Нижнезалегощенское сельское поселение |
| 78  | Неплюево            | деревня | 1         | Ломовское сельское поселение          |
| 79  | Нижняя Залегощь     | село    | ↘0        | Нижнезалегощенское сельское поселение |
| 80  | Николаевка          | деревня | ↘0        | Верхнескворченское сельское поселение |
| 81  | Никольский          | посёлок | 0         | Бортновское сельское поселение        |
| 82  | Новая Жизнь         | деревня | 0         | Бортновское сельское поселение        |
| 83  | Новооптушанка       | деревня | ↗126      | Ломовское сельское поселение          |
| 84  | Новопавлово         | деревня | 0         | Ломовское сельское поселение          |
| 85  | Новоселенная        | деревня | 0         | Золотарёвское сельское поселение      |
| 86  | Ольховец            | деревня | ↗222      | Верхнескворченское сельское поселение |
| 87  | Ольшанка            | деревня | 0         | Нижнезалегощенское сельское поселение |
| 88  | Ореховка            | деревня | ↘187      | Нижнезалегощенское сельское поселение |
| 89  | Орешник             | посёлок | 0         | Ломовское сельское поселение          |
| 90  | Орловка             | деревня | ↘38       | Нижнезалегощенское сельское поселение |
| 91  | Павлово             | деревня | 6         | Ломовское сельское поселение          |
| 92  | Паниковец           | деревня | ↘5        | Грачёвское сельское поселение         |
| 93  | Плаутино            | деревня | 4         | Бортновское сельское поселение        |
| 94  | Победное            | деревня | ↗115      | Прилепское сельское поселение         |
| 95  | Подмаслово          | деревня | ↘79       | Моховское сельское поселение          |
| 96  | Привокзальный       | посёлок | ↘143      | Нижнезалегощенское сельское поселение |
| 97  | Протопопово         | деревня | 1         | Золотарёвское сельское поселение      |
| 98  | Проулок             | деревня | 23        | Нижнезалегощенское сельское поселение |
| 99  | Ракзино             | деревня | 17        | Прилепское сельское поселение         |
| 100 | Ржавец              | посёлок | ↘69       | Грачёвское сельское поселение         |
| 101 | Ржавец              | деревня | ↗386      | Ломовское сельское поселение          |
| 102 | Ржаное              | деревня | ↘255      | Моховское сельское поселение          |
| 103 | Сафоново            | деревня | 1         | Ломовское сельское поселение          |
| 104 | Свобода             | посёлок | 1         | Ломовское сельское поселение          |
| 105 | Семёново            | деревня | 0         | Ломовское сельское поселение          |
| 106 | Сергеевка           | деревня | ↘11       | Грачёвское сельское поселение         |
| 107 | Сетуха              | село    | ↘230      | Октябрьское сельское поселение        |
| 108 | Слобода             | деревня | 27        | Нижнезалегощенское сельское поселение |
| 109 | Соловки             | деревня | 1         | Ломовское сельское поселение          |
| 110 | Становое            | деревня | ↘105      | Бортновское сельское поселение        |
| 111 | Станы               | деревня | 18        | Моховское сельское поселение          |
| 112 | Степной             | посёлок | 62        | Моховское сельское поселение          |
| 113 | Столбецкое          | деревня | 1         | Ломовское сельское поселение          |
| 114 | Суворово            | деревня | 19        | Прилепское сельское поселение         |
| 115 | Суры                | деревня | 13        | Красненское сельское поселение        |
| 116 | Сутолка             | деревня | ↗147      | Нижнезалегощенское сельское поселение |
| 117 | Сухарево            | деревня | 1         | Бортновское сельское поселение        |
| 118 | Тарасовка           | деревня | 0         | Нижнезалегощенское сельское поселение |
| 119 | Трехонетово         | деревня | ↘1        | Грачёвское сельское поселение         |
| 120 | Усово               | деревня | 56        | Ломовское сельское поселение          |
| 121 | Фёдоровка           | деревня | 11        | Моховское сельское поселение          |
| 122 | Филатово            | деревня | ↘139      | Моховское сельское поселение          |
| 123 | Хитрово             | деревня | ↘1        | Золотарёвское сельское поселение      |
| 124 | Хоботиловка         | деревня | 7         | Нижнезалегощенское сельское поселение |
| 125 | Хрущёвские Дворики  | деревня | 11        | Ломовское сельское поселение          |
| 126 | Чижи                | деревня | 6         | Моховское сельское поселение          |
| 127 | Чичирино            | деревня | 19        | Моховское сельское поселение          |
| 128 | Шишково             | деревня | 1         | Моховское сельское поселение          |
| 129 | Юдино               | деревня | 1         | Моховское сельское поселение          |

Упразднённые населённые пункты:
- 1998 год — деревни Рождественское и Первое Кривцово Моховского и Александровка Бортновского сельсоветов[27]
- 1999 год — деревня Котелки Красненского и поселок Матвеевский Грачевского сельсоветов[28].

## Экономика
В районе функционируют: сахарный завод,  комбинат строительных материалов.

## Сельское хозяйство
Сельское хозяйство района представлено следующими предприятиями: ООО « Мироторг», ОАО «Орловские чернозёмы» с тремя филиалами: «Залегощенский», «Моховской», «Павловский», ЗАО «Ломовское», АОЗТ «Победа», ООО СХП «Моховское», ООО «Бортное» и 20-ю крестьянско-фермерскими хозяйствами.

## Образование
В  районе осуществляют деятельность 22 образовательных учреждения. Из них 9 средних, 9 основных школ, 1 начальная школа, 2 учреждения дополнительного образования (детско-юношеская спортивная школа)  и Центр психолого-медико-социального сопровождения.

## Здравоохранение
Медицина района представлена Залегощенской центральной больницей, 1 участковой больницей в селе Моховое, 20 фельдшерско-акушерскими пунктами, 3 амбулаториями и поликлиникой.

## Культура
Культурное обслуживание населения района осуществляют 45 учреждений культуры: 17 сельских Домов культуры, 6 сельских клубов, 15 сельских библиотек, 2 центральных районных библиотеки, районный Дом культуры, детская школа искусств с 1 музыкальным филиалом и  художественным отделением, культурно – досуговый центр, историко-краеведческий музей, районный организационно-методический центр.

## Известные уроженцы и жители
- Абрамцев Сергей Павлович
- Баркин Илья Иванович
- Паршин Георгий Михайлович
- Сомов Пётр Арсентьевич — Герой Советского Союза.
- Сухотин Алексей Михайлович

## Почётные граждане
- Курсов Павел Ильич (1969) — марийский советский военачальник, герой Великой Отечественной войны, гвардии полковник (1945)[29].